# 霍羅比伊夫卡 (鮑里斯皮爾區)
50°25′14″N 31°1′26″E / 50.42056°N 31.02389°E
霍羅比伊夫卡（烏克蘭語：Горобіївка）是位於烏克蘭北部的村莊，由基辅州鲍里斯皮尔区的鲍里斯皮尔市镇負責管轄。該村始建於1921年，面積1.68平方公里，海拔高度105米，2001年人口402，人口密度每平方公里239人。